# Slipkoppeling
Een slipkoppeling was oorspronkelijk een koppeling die gebruikt wordt in de Superbike-wegrace, om te voorkomen dat het achterwiel bij het afsluiten van het gas blokkeert. 
Met de komst van viertakten in de MotoGP-klasse werd de doorontwikkeling van de slipkoppeling nog belangrijker. Er waren in 2002 verschillende systemen in gebruik. Suzuki gebruikte aanvankelijk de zogenoemde sprag clutch, met vooraf vastgestelde instellingen die in wedstrijden tamelijk onvoorspelbaar werkte. 
De superbikes, maar in de MotoGP ook Honda, Aprilia, Ducati en later ook Suzuki gebruikten de cam slipper clutch, een eenwegkoppeling die met nokrolletjes werkte. De nokrollen bepaalden de mate van slip bij het dichtdraaien van het gas. De active clutch werd gebruikt door Yamaha. Dit is het meest geavanceerde systeem, dat geheel elektronisch wordt bijgeregeld aan de hand van (waarschijnlijk) de stand van het gas, remdruk, versnelling, snelheid, voor- en achterwielsnelheid en de vering. 
De slipkoppeling wordt ook wel 'slipperkoppeling' of slipperclutch genoemd. Tegenwoordig wordt ze op veel van superbikes afgeleide sportieve motorfietsen toegepast.